# 1908年夏季奧林匹克運動會摔跤比賽
1908年夏季奥林匹克运动会摔跤比赛在英国伦敦举办，参赛选手全为男子。比赛共分为9个小项，其中古典式有4个小项，自由式有5个小项。

## 奖牌得主

### 自由式
| 项目     | 金牌                              | 银牌                              | 铜牌                         |
| 雏量级   | 乔治·梅纳特 · 美国（USA）         | William J. Press · 英国（GBR）    | 奥贝尔·科泰 · 加拿大（CAN）  |
| 次轻量级 | 乔治·多尔 · 美国（USA）           | James Slim · 英国（GBR）          | William McKie · 英国（GBR）  |
| 轻量级   | George de Relwyskow · 英国（GBR） | William Wood · 英国（GBR）        | Albert Gingell · 英国（GBR） |
| 中量级   | Stanley Bacon · 英国（GBR）       | George de Relwyskow · 英国（GBR） | Frederick Beck · 英国（GBR） |
| 重量级   | Con O'Kelly · 英国（GBR）         | Jacob Gundersen · 挪威（NOR）     | Edward Barrett · 英国（GBR） |

### 古典式
| 项目     | 金牌                          | 银牌                                  | 铜牌                               |
| 轻量级   | 恩里科·波罗 · 意大利（ITA）   | Nikolay Orlov · 俄罗斯帝国（RU1）     | Arvo Lindén · 芬兰（FIN）          |
| 中量级   | 弗里肖夫·莫滕松 · 瑞典（SWE） | 毛里茨·安德松 · 瑞典（SWE）           | Anders Andersen · 丹麦（DEN）      |
| 次重量级 | 韦尔纳·韦克曼 · 芬兰（FIN）   | 于尔约·萨雷拉 · 芬兰（FIN）           | Carl Jensen · 丹麦（DEN）          |
| 超重量级 | 魏斯·里夏德 · 匈牙利（HUN）   | 亚历山大·彼得罗夫 · 俄罗斯帝国（RU1） | Søren Marinus Jensen · 丹麦（DEN） |

## 参赛国家和地区
本赛共有来自14个国家和地区的115名运动员参加：
| - 比利时（4） - 波希米亚（4） - 加拿大（1） - 丹麦（11） - 芬兰（4） - 德国（1） - 英国（53） |  | - 匈牙利（7） - 意大利（1） - 荷兰（9） - 挪威（1） - 俄罗斯帝国（4） - 瑞典（9） - 美国（6） |

## 奖牌榜
| 排名                      | 国家 / 地区               | 金牌 | 銀牌 | 銅牌 | 总计 |
| ------------------------- | ------------------------- | ---- | ---- | ---- | ---- |
| 1                         | 英国（GBR）               | 3    | 4    | 4    | 11   |
| 2                         | 美国（USA）               | 2    | 0    | 0    | 2    |
| 3                         | 芬兰（FIN）               | 1    | 1    | 1    | 3    |
| 4                         | 瑞典（SWE）               | 1    | 1    | 0    | 2    |
| 5                         | 匈牙利（HUN）             | 1    | 0    | 0    | 1    |
| 5                         | 意大利（ITA）             | 1    | 0    | 0    | 1    |
| 7                         | 俄罗斯帝国（RU1）         | 0    | 2    | 0    | 2    |
| 8                         | 挪威（NOR）               | 0    | 1    | 0    | 1    |
| 9                         | 丹麦（DEN）               | 0    | 0    | 3    | 3    |
| 10                        | 加拿大（CAN）             | 0    | 0    | 1    | 1    |
| 总计（共10个国家 / 地区） | 总计（共10个国家 / 地区） | 9    | 9    | 9    | 27   |

比利时、波希米亚、德国和荷兰未获任何奖牌。